# Paul Henri Graf
Pour les articles homonymes, voir Graf.
Paul Henri Graf né le 2 décembre 1872 à Boulogne-sur-Mer (Pas-de-Calais) et mort le 10 février 1947 à Terrasson-Lavilledieu (Dordogne) est un sculpteur français.

## Biographie
Paul Henri Graf naît Paul Henri Bonnissant le 2 décembre 1872 à Boulogne-sur-Mer d'Isabelle Marie Joséphine Bonnissant, couturière. En 1881, elle épouse Pierre Graf, plombier, qui, en reconnaissant l'enfant d'Isabelle, donnera son nom à Paul Henri.
Paul Henri Graf est élève de l'école de dessin de Boulogne-sur-Mer. Il y reçoit deux médailles lors des concours annuels : une médaille d’argent de deuxième classe en 1891 et une autre de première classe l’année suivante. Boursier de sa ville natale, il rejoint, vers 1893, les Beaux-Arts de Paris où il est élève de Gabriel-Jules Thomas Hubert Ponscarme et Auguste Patey. Il est reçu au premier essai du concours de Rome et obtient le premier prix Chenavard en 1902.
Comme de nombreux artistes de l'époque, il expose à Paris au Salon des artistes français, la première fois en 1892, au Salon de la Société Nationale des Beaux-Arts dès 1895, mais également au Salon de Boulogne-sur-Mer en 1893 et 1903.
L'État lui passe commande, en 1904, de deux hauts-reliefs en marbre, La Sculpture et la Peinture et L'Architecture et l'Archéologie, pour la façade du musée Bargoin de Clermont-Ferrand.
Une partie de son œuvre est consacrée à la représentation du monde du travail. Particulièrement présent à Boulogne-sur-Mer, il expose également ses créations dans divers commerces de la ville : un buste de M. Dewisme en 1891, dans les vitrines de M. Thuillier ; un plâtre « représentant un jeune homme le torse légèrement renversé et le bras levé » en 1894 chez M. Vibert, rue Faidherbe ; en 1895 un médaillon en marbre représentant « une tête de femme » chez M. Vibert. Ses divers envois sont évoqués dans la presse locale, notamment dans le Cicérone.
Il est membre perpétuel de la Société des artistes français et secrétaire général de l'Association des anciens élèves de l'École national supérieur des beaux-Arts.
Lors de la Première Guerre mondiale, en 1915, il est mobilisé à la 13e section des infirmiers, nommé caporal le 7 septembre 1918 et démobilisé le 18 janvier 1919.
Il meurt le 10 février 1947 à Terrasson-Lavilledieu.

## Distinctions
Paul Henri Graf est nommé chevalier de l'ordre national de la Légion d'honneur par décret du 21 janvier 1936. La même année, il obtient le prix Malvina-Brach. Il est nommé officier d'Académie le 5 février 1903 puis officier de l'Instruction publique le 23 octobre 1909.

## Œuvres dans les collections publiques

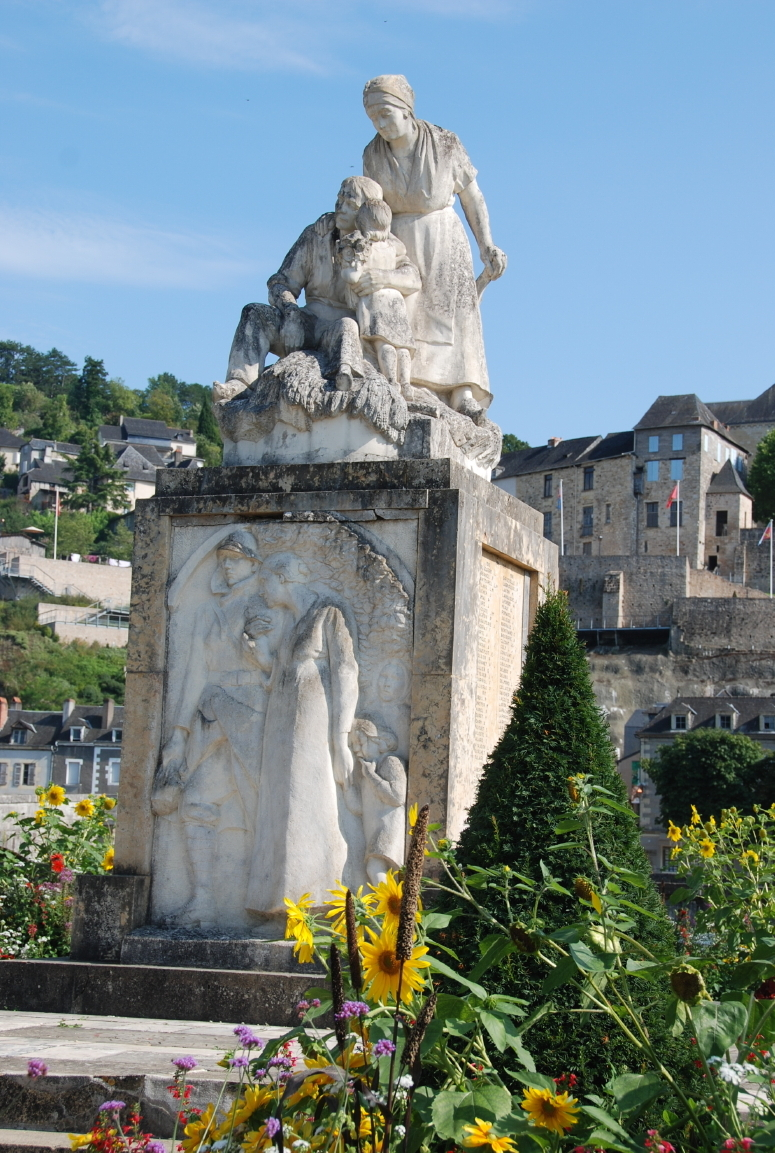
Monument aux morts, Terrasson-Lavilledieu.

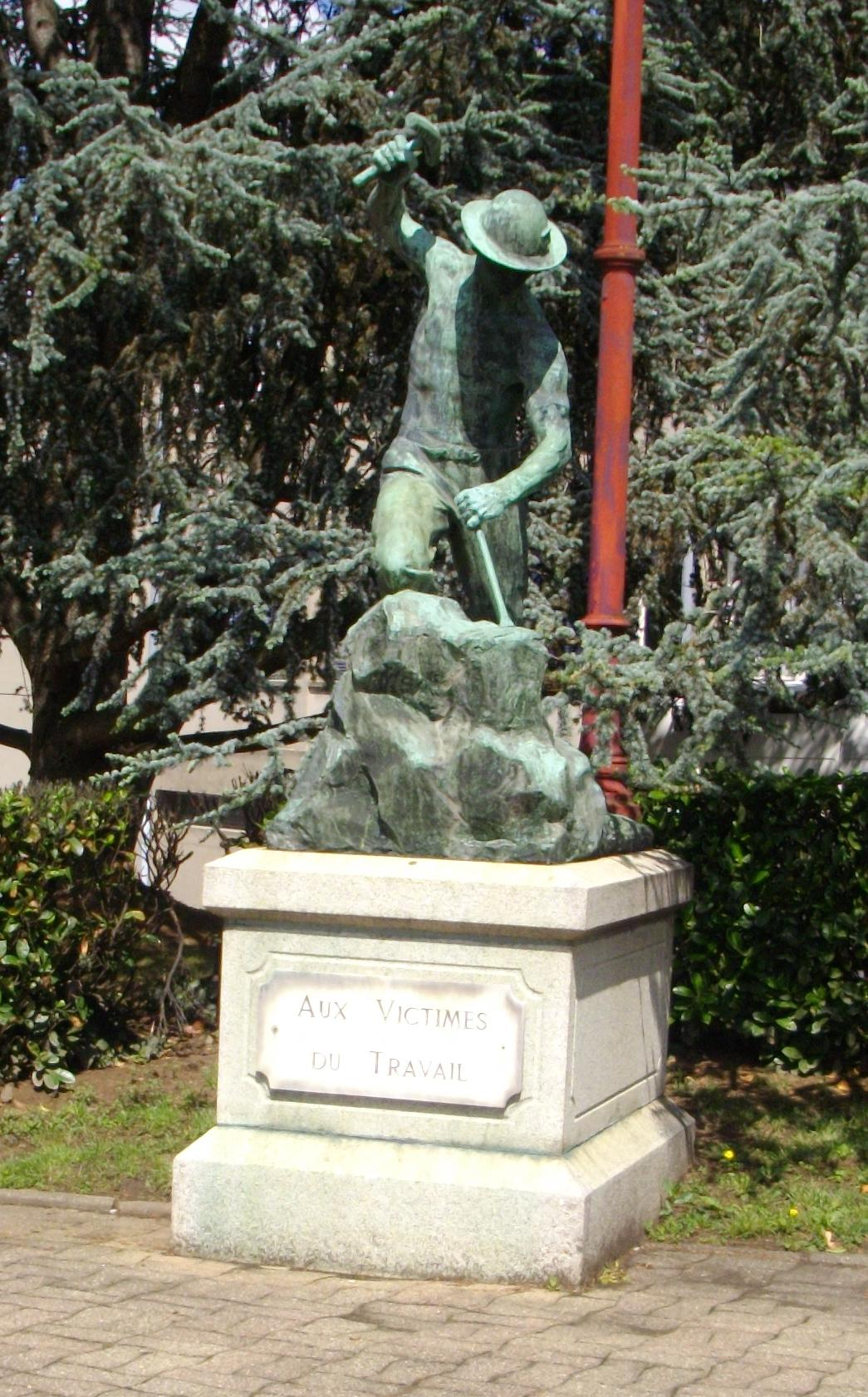
Mineur, ou Monument aux victimes du travail (1925), Carmaux, square Gabriel-Bousquet.

- Andlau : Monument au docteur Alexis Stoltz, 1901.
- Bapaume : autel secondaire de l'église Saint-Nicolas[6]
- Boulogne-sur-Mer :
  - digue Sainte-Beuve : Monument au capitaine Ferber, 1911, bronze[7],[8].
  - Poste des Dunes : vierge et anges, groupe[9].
  - hôtel des Postes : décoration de la façade.
  - Cimetière de l'Ouest : tombeau de Charles Dessouliers[10]
  - Cimetière de l'Est : buste du tombeau de Léonce Tobo[11], bustes des tombeaux d'Adolphe Gonard, Louis Bouchez et Nathan Berr[12]
  - Cimetière du Nord : buste des tombeaux de la famille Vanheeckhoet et de Louis Etienne[13]
  - Musée : Duchenne, 1895, terre-cuite, 43 x 27 x 17 cm.
- Calais, théâtre : La Musique et La Poésie, deux statues ornant la façade.
- Carmaux, square Gabriel-Bousquet : Mineur, ou Monument aux victimes du travail, 1925, statue en bronze[14].
- Clermont-Ferrand, musée Bargoin : La Sculpture et la Peinture et L'Architecture et l'Archéologie, deux hauts-reliefs en marbre ornant la façade[4].
- Courcy : Monument aux morts'[15].
- Paris :
  - église Saint-Pierre-du-Gros-Caillou : Le Sacré-Cœur, statue.
  - église de la Sainte-Trinité : groupe.
  - hôtel du service de la Garantie, no 14, rue Perrée : décoration de la façade, 1925.
  - palais du Louvre, aile Rohan-Rivoli : Damrémont, 1924, statue en pierre[16].
  - Monument aux morts du 7e arrondissement de Paris[réf. nécessaire]
- Monument aux Morts de Nissan les Ensérunes - 1920 -  Pierre de Taille
- Saint-Étienne, hôtel des anciens élèves de l’École des mines :
  - La Science et Le Travail, haut-relief ornant le fronton ;
  - La Mine et La Métallurgie, deux hauts-reliefs sur la façade[4].
- Saint-Restitut : Métallurgistes au travail, vers 1938, bas-relief en pierre de Lavoux, dépôt du CNAP[17].
- Terrasson-Lavilledieu : Monument aux morts[18].